# 隱條樸麗魚
隱條樸麗魚，為輻鰭魚綱鱸形目隆頭魚亞目慈鯛科的其中一種，分布於非洲維多利亞湖流域，棲息深度9-23公尺，體長可達9.4公分，棲息在中底層的水域，屬肉食性，以小魚、昆蟲等為食，生活習性不明。

## 擴展閱讀
維基物種上的相關：隱條樸麗魚